# Commiezenpad

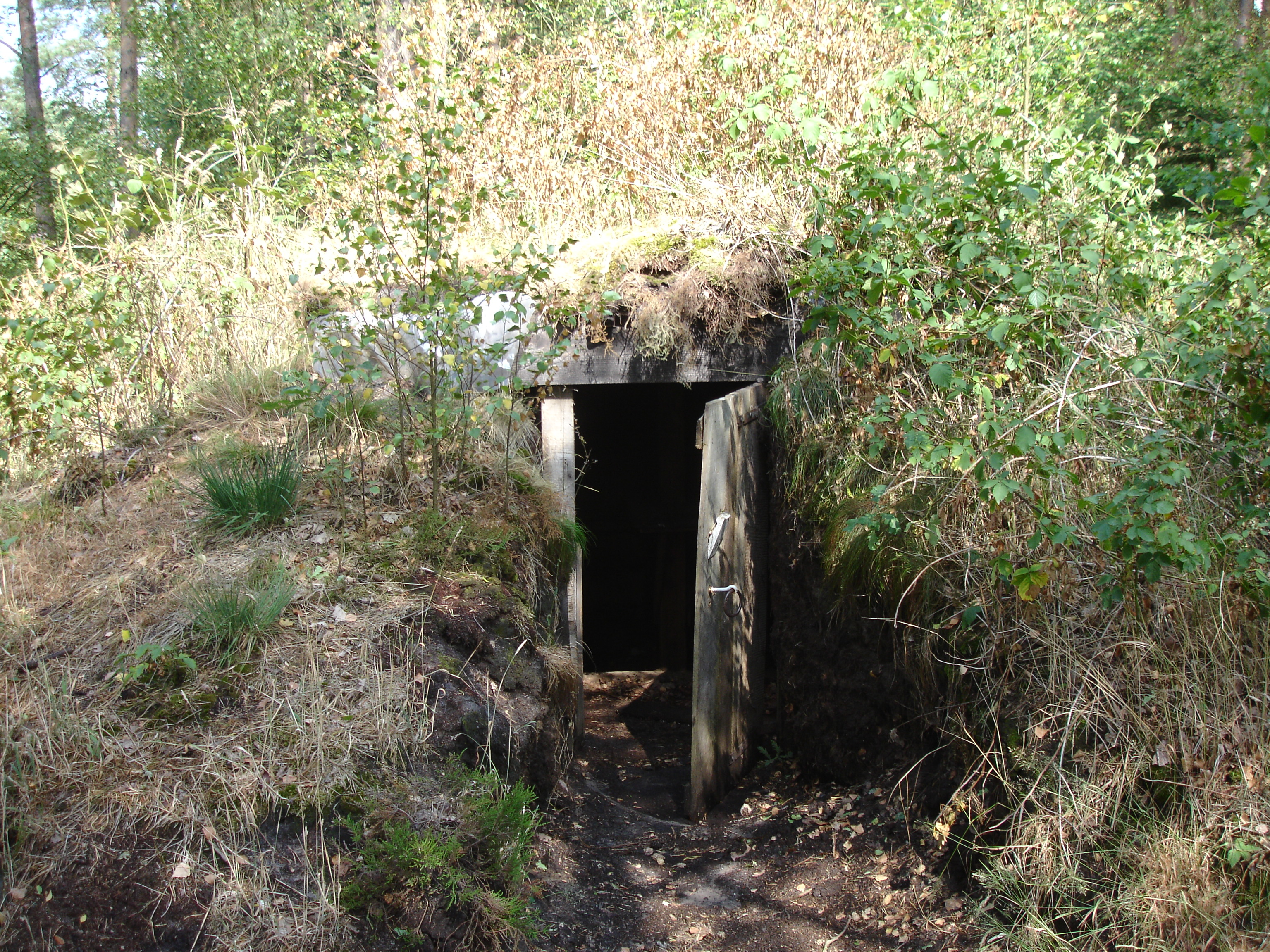
Commiezenhut bij Denekamp in 2010

Een commiezenpad of kommiezenpad is in Nederland een pad dat langs de landsgrens lag en gebruikt werd door de commiezen, een soort douanebeambtes, bij hun patrouilles. De functie van commies werd in in 1814 ingevoerd om smokkelarij tegen te gaan. Zo'n honderd jaar later nam de douane deze taak over. 
Langs de commiezenpaden waren commiezenhutten aangelegd, vaak half ondergronds, van waaruit de commies de grens kon overzien en kon schuilen bij slecht weer.